# 菁瑋
菁瑋（Luvin Ho，1985年12月31日—），本名何菁瑋，為香港女演員及舞臺劇演員，於聖母無玷聖心書院及香港演藝學院畢業。2009年入讀無綫電視藝員訓練班之後成爲合約藝員。2012年轉投香港電視網絡。現為上騰製作旗下藝人。

## 演出作品

### 粵劇劇目
| 年份 | 劇團/團體    | 劇目               | 角色         | 備註/來源                   |
| ---- | ------------ | ------------------ | ------------ | --------------------------- |
| 2018 | 香港八和會館 | 《刁蠻元帥莽將軍》 |              | [ 6 ]                       |
| 2019 | 香港八和會館 | 古典文學與粵劇改編 | 導賞主持之一 | 「粵劇新秀演出系列2019-20」 |
| 2021 | 香港八和會館 | 《燕歸人未歸》     | 蔡雄風       | 油麻地戲院8月15至16日       |
| 2023 | 香港八和會館 | 《桂枝告狀》       | 李保童       | [ 6 ]                       |
| 2023 | 香港八和會館 | 《龍鳳爭掛帥》     | 漢顯帝       | [ 6 ]                       |

### 電視劇（無綫電視）
- 2008年：畢打自己人 飾 女model（第192、194集）；女演員（第279集）
- 2009年：宮心計 飾 殷仲妮
- 2009年：搜下留情 飾 檔案室警察
- 2010年：讀心神探 飾 王佩雯
- 2010年：公主嫁到 飾 香桃
- 2010年：天天天晴 飾 莫太
- 2010年：女王辦公室 飾 伴唱女郎（第15集）
- 2011年：隔離七日情 飾 主播
- 2011年：點解阿Sir係阿Sir 飾 倪锋女友（第18集）
- 2011年：真相 飾 法庭文書
- 2011年：誰家灶頭無煙火 飾 女文員
- 2011年：怒火街頭 飾 鳳
- 2011年：萬凰之王 飾 德貴人
- 2011年：潛行狙擊 飾 豔女
- 2011年：我的如意狼君 飾 途人
- 2011年：天與地 飾 Bowman之朋友（第1集）
- 2011年：結·分@謊情式 飾 Lily（第25集）
- 2012年：4 In Love 飾 蘇美儀
- 2012年：缺宅男女 飾 Rachel
- 2012年：換樂無窮 飾 蔡太
- 2012年：On Call 36小時 飾 急診科護士
- 2012年：當旺爸爸 飾 祕書（第1集）
- 2012年：拳王 飾 設計部職員
- 2012年：耀舞長安 飾 胡芬芳
- 2012年：飛虎 飾 軍裝女警
- 2012年：雷霆掃毒 飾 周靜妍
- 2012年：名媛望族 飾 小杜鵑
- 2013年：女警愛作戰 飾 Eva崔（第1-2集）
- 2013年：金枝慾孽貳 飾 翠柳
- 2014年：叛逃 飾 ATF護士（第17-18集）
- 2017年︰使徒行者2 飾 Laurena（第12-14集）
- 2017年：愛·回家之開心速遞 飾 何經理（第222集）

### 電視劇（香港電視）
| 首播   | 劇名           | 角色                    |
| 2014年 | 警界線         | 胡彩玲                  |
| 2014年 | 選戰           | 謝美美                  |
| 2014年 | 来生不做香港人 | 嬌                      |
| 2015年 | 童話戀曲201314 | 楚霞                    |
| 2015年 | 我阿媽係黑玫瑰 | 孔芳                    |
| 2015年 | 第二人生       | 記者(第5集)             |
| 2015年 | 導火新聞線     | 蕭燕華                  |
| 2015年 | 大眾情性       | Peggy                   |
| 2015年 | 驚異世紀       | 病人(第1集)/主播(第8集) |
| 2015年 | 歲月樓情       | 杜鵑                    |
| 2015年 | 還來得及再愛你 | 葉玉盈                  |
| 2015年 | 惡毒老人同盟   | 心理醫生(第11集)        |
| 2015年 | 三面形醫       | 田進之妻                |
| 2015年 | 夜班           | 周潔                    |

### 電視劇（ViuTV）
| 首播   | 劇名       | 角色             |
| 2024年 | 飛黃騰達   | 巫女士           |
| 2024年 | 出租大叔   | 潘凱玲（第16集） |
| 2025年 | 老是常出現 | 瑋爺             |

### 電影
- 2010年：72家租客
- 2011年：最強囍事
- 2011年：See you at the MRT - 火車站見！ (微電影) （页面存档备份，存于）[9]
- 2013年：TOO ALONE (鮮浪潮微電影)
- 2014年：Z風暴
- 2015年：華麗上班族
- 2016年：三人行
- 2020年：擊鬥女神
- 2024年：邪Mall

### 話劇
- 2014年：一頁飛鴻 飾 宋雁翎

### 參與節目
- 2010年12月14日：今日VIP（無綫電視）

## 外部連結
- 菁瑋的Facebook專頁
- 菁瑋的Instagram帳戶
- 菁瑋的新浪微博
- 菁瑋在香港影庫上的簡介
- 演員介紹 - 真証傳播 （页面存档备份，存于）